# Queratitis herpètica
La queratitis herpètica o herpes corneal és una queratitis resultat de la infecció pel virus de l'herpes simple (VHS) que es manifesta sobretot a la còrnia, la capa més externa de l'ull. Aquesta malaltia és generalment causada pel tipus 1, tot i que la infecció pel tipus 2 és possible en associació al primer, donant un quadre clínic de més gravetat.
La queratitis corneal és una de les múltiples malalties que pot provocar el VHS, que és el virus amb capacitat infecciosa més predominant en humans, amb una prevalença en la població adulta (de qualsevol dels dos subtipus) d'entre el 60 i el 95%. Les manifestacions més freqüents del virus de l'herpes simple són l'herpes oral o labial i l'herpes genital, mentre que la ocular o corneal seria menys freqüent, amb una incidència de 1000-2000 casos/any aproximadament a Catalunya i uns 5 o 6 cops superior a Espanya.
Dins de la infecció herpètica ocular hi ha diferents afectacions possibles, com serien exemples: oftàlmia neonatal o conjuntivitis del nounat, vesícules palpebrals, conjuntivitis herpètica, uveïtis, retinitis (inflamació de la retina), o la ja mencionada queratitis herpètica.

## Procés infecciós del virus
El virus de l'herpes simple afecta generalment a la pell i mucoses, incloent els genitals, la mucosa oral i ocular, tot i que es pot trobar infectant altres estructures en casos d'immunosupressió, grans cremats i altres. El contagi de l'herpes virus tipus 1 es dona normalment en la infància, mentre que el tipus 2 es transmet per via sexual.
Les cèl·lules epitelials de la còrnia expressen receptors específics (Nectina 1, HVEM i PILR-alfa, etc.) que faciliten l'entrada del virus al seu interior. Durant la primera infecció, el VHS produeix la lisi de les cèl·lules que infecta (epitelials i fibroblasts en el cas corneal) i pot quedar latent i acantonat a les neurones dels nervis perifèrics sense provocar simptomatologia. En cas de reactivació, torna a produir-se un procés lític similar al de la primoinfecció. Aquest procés és el mateix pels dos tipus de VHS i per les diferents manifestacions.

## Manifestacions clíniques

### Forma primària
La primoinfecció pel virus de l'herpes simple es dona durant la infància, aproximadament a partir dels 6 mesos de vida, doncs fins llavors el nounat encara conserva els anticossos aportats per la mare a través de la placenta.
En la majoria dels casos (85-99%) la forma primària és completament subclínica. En els casos simptomàtics, el quadre clínic típic comprèn febre, malestar general i somnolència, i sol iniciar-se una setmana després de la infecció.
A nivell ocular, la infecció es manifesta en forma de conjuntivitis subaguda, amb presència de secreció seromucosa i adenopaties ipsilaterals, majorment preauriculars i en ocasions sublinguals. Habitualment es dona una involució espontània del quadre al cap d'una setmana, però pot donar-se el cas que empitjori com a conseqüència d'una immaduresa del sistema immunitari. Si això passa, s'observa una agudització de la hiperèmia (augment del flux sanguini) a nivell conjuntival, amb edema, fol·liculitis i equimosi al fòrnix inferior. En casos greus poden aparèixer pseudomembranes. També pot donar-se blefaritis ulcerativa i, en aproximadament la meitat dels pacients, afectació corneal epitelial puntejada i superficial, que poden convergir donant patrons geogràfics o dendrítics.

### Forma recurrent
Després de la forma primària, es poden desenvolupar recurrències de la infecció com s'ha descrit anteriorment. Existeixen un seguit de factors precipitants que afavoreixen la reaparició de la infecció, com són la febre, els traumatismes corneals, la lesió del nervi trigemin, l'exposició a llum ultraviolada, al làser d'excímer, la menstruació i la instil·lació de certs fàrmacs com la fenilefrina, les prostaglandines i el bevacizumab intravitri.
Tots aquests factors fan que el virus es repliqui i es transporti fins a la perifèria pels axons sensorials. El patró de malaltia que seguirà dependrà del lloc de reactivació, que podria estar lluny del lloc de la infecció primària. Es produeixen centenars de reactivacions al llarg de la vida. La freqüència de recurrència ocular després d'un primer episodi està al voltant d'un 10% al any i del 50% als 10 anys. Quan major és el nombre d'episodis previs, major és el risc de recurrència.
La queratitis herpètica recurrent es pot manifestar a nivell epitelial, estromal o endotelial.

#### Queratitis epitelial
- Epitelial infecciosa o queratitis dendrítica:

Es tracta d'una forma localitzada i superficial, que es manifesta típicament amb malestar lleu o moderat, envermelliment, dolor, llagrimeig repetit, fotofòbia i visió borrosa, tots ells d'intensitat variable. Només es dona afectació visual notòria en els casos en què s'afecta la zona central corneal. L'afectació és habitualment unilateral, sent bilateral només un 3-6% dels casos i sobretot en pacient atòpics.
A la biomicroscòpia s'observa a la majoria dels casos un patró de descamació puntejat i lineal amb engruiximents terminals, anomenat clàssicament úlcera dendrítica per la seva forma ramificada. Aquesta es tenyeix amb colorants vitals com la fluoresceïna i el rosa de bengala. Una altra forma menys específica d'infecció herpètica epitelial activa és la geogràfica o ameboide, on en comptes de presentar un patró ramificat, l'úlcera té una configuració en mapa geogràfic o en forma d'ameba. Si la infecció progressa, als pocs dies es produeix una infiltració a l'estroma anterior subjacent a l'úlcera, amb un cert grau de reacció uveal. És típica l'aparició d'hipoestèsia corneal deguda a la degeneració localitzada del plexe subepitelial i a la pèrdua de terminals nerviosos intraepitelials.
- Epitelial tròfica o queratitis metaherpètica:

Aquesta entitat és una de les complicacions evolutives més freqüents de les formes infeccioses. En la patogènia d'aquesta entitat ja no participa el virus, sinó que es desencadena per defectes en la membrana basal epitelial, defectes d'innervació corneal, ruptura precoç de la pel·lícula lacrimal, factors inflamatoris i factors mecànics del parpelleig. Es dona més freqüentment en còrnies prèviament alterades, després de raspats terapèutics agressius i en pacients amb defectes immunològics o tractats amb corticoides durant la fase d'infecció vírica activa.
Es manifesta com una úlcera de marges geogràfics de morfologia i extensió canviants secundàriament a la seva mala cicatrització. Si s'instil·len colorants vitals, el rosa de bengala tenyeix típicament els marges amb cèl·lules edematoses i cèl·lules epitelials de la base de l'úlcera. La fluoresceïna, en canvi, tenyeix la zona basal de l'úlcera sense cèl·lules epitelials.
Sense un tractament apropiat, aquesta entitat evoluciona a ulceració estromal.

#### Queratitis estromal
- Estromal intersticial o necrotitzant:

Es veu predominantment en pacients que han patit repetides lesions ulceroses prèvies a nivell epitelial, tot i que també pot ser la forma de presentació inicial. Es caracteritza per una reacció inflamatòria destructiva que confereix a l'estroma un aspecte granular amb opacitats estratificades, les quals tendeixen a confluir donant a la còrnia una aparença blanquinosa indicativa de necrosi estromal. Això pot progressar cap a la formació d'un abscés corneal que acabi en la perforació del globus ocular.
- Estromal disciforme:

En la forma estromal disciforme, el mecanisme fisiopatològic és essencialment immunològic, produint-se una reacció d'hipersensibilitat retardada enfront dels antígens virals. Es pot presentar després de queratitis epitelial o com a primera manifestació de malaltia herpètica recurrent.
Es manifesta clínicament amb visió perifèrica borrosa gradual que pot associar-se a aureoles al voltant de les llums, lleu malestar, envermelliment, llagrimeig escàs i discreta fotofòbia, sent un quadre poc específic. La biomicroscòpia mostra una lesió rodona, de marges difusos que ocupa gairebé la totalitat del gruix corneal amb engruiximent del parènquima i plecs a la membrana de Descemet.

#### Endotelitis
Alguns pacients amb infecció corneal herpètica presenten edema estromal sense infiltració. En aquests individus es troben precipitats endotelials adjacents a l'edema corneal i certa reacció a la cambra anterior, fets que indiquen una inflamació de l'endoteli. L'etiologia d'aquesta entitat actualment es desconeix, però s'han descrit tant mecanismes infecciosos com immunològics. Les endotelitis es classifiquen segons la distribució dels precipitats endotelials en 4 formes:
- Endotelitis disciforme: és la forma de presentació més freqüent. Presenta un quadre clínic similar al de la queratitis disciforme amb precipitats endotelials sota de l'àrea corneal infiltrada, sense inflamació. Presenten una molt bona resposta a esteroides.
- Endotelitis difusa: forma poc freqüent caracteritzada per una afectació total de la còrnia i l'endoteli.
- Endotelitis lineal: línia de precipitats endotelials que avança des del limbe a la còrnia central, acompanyada d'edema corneal ben delimitat. Respon a antivírics sistèmics i tòpics però el seu maneig és molt complex degut a l'alta taxa de recurrències que presenta.

## Diagnòstic
El diagnòstic de l'herpes simple corneal és bàsicament clínic, tot i així, hi ha certes proves de laboratori que no s'acostumen a utilitzar com per exemple el cultiu del virus per diagnosticar una infecció activa. Quan s'ha de demostrar la presència del virus per processos crònics amb clínica i resposta al tractament no concloent, la tècnica més utilitzada és la PCR de mostres d'humor aquós o raspats corneals. No és habitual que calgui fer test d'avaluació serològica, però en cas de primoinfecció poden ser útils. D'entre ells, els més utilitzats són la PCR pel grup herpes i l'HerpChek; que és un test comercialitzat específicament per l'herpes basat en el mètode ELISA. Sembla que el millor mètode per detectar material genòmic del virus en els teixits oculars és actualment la PCR en temps real.
A part, s'utilitzen altres tincions més senzilles de les mostres de teixit superficial com la tinció de Giemsa on s'observen cèl·lules sincitials multinucleades gegants amb de 2 a 10 nuclis i cèl·lules epitelials amb inclusions eosinòfiles intranuclears (inclusions de Cowdry o cossos de Lipschüz) que, tot i no específiques d'infecció herpètica sí ajuden a orientar el diagnòstic.

### Diagnòstic diferencial
Inclou la queratitis per herpes zòster, les abrasions corneals en procés de curació (pseudodendrita), la queratitis per amebes, el rebuig epitelial d'empelt corneal, la tirosinèmia de tipus 2, les marques epitelials resultants de l'ús de lents de contacte toves i la queratopatia tòxica secundaria a medicaments tòpics.
No s'ha de confondre aquests tipus de lesions amb pseudodendrites o lesions dendritiformes, ja que aquestes no requereixen tractament antivíric. Aquests quadres apareixen després de tractaments tòpics tòxics (immunosupressors, antiinflamatoris no esteroidals, tractaments perllongats, etc.), després d'altres infeccions com les produïdes per l'herpes zòster i l'adenovirus; en portadors de lents de contacte, traumatismes, o malalties sistèmiques com la tirosinèmia o la síndrome de Richner-Harngardt. Tampoc les hem de confondre amb la cicatrització subepitelial que apareix a vegades una vegada superat el quadre infecciós víric.

## Tractament
El tractament de l'herpes simple corneal ha de seguir uns principis generals:
1. Inhibir la replicació del virus.
2. Limitar els fenòmens immunitaris nocius.
3. Prevenir recurrències.
4. Evitar alteracions iatrogèniques.
5. Restituir l'agudesa visual del pacient.

Els dos primers principis generals permeten que la infecció afecti el menys possible la normal anatomia i fisiologia de la còrnia afectada. Si l'afectació de la còrnia és important i la visió es veu molt compromesa es pot requerir un trasplantament de còrnia. Les pautes de tractament varien segons cada lesió en particular, ja que unes contenen virus vius i altres són a causa d'una resposta immune, per exemple.

### Queratitis dendrítica i geogràfica
- Aciclovir pomada oftàlmica al 3%, cinc aplicacions al dia. S'han donat casos de resistències farmacològiques. També es pot utilitzar la via oral d'aquest fàrmac a dosis de 400mg 5 vegades al dia i els seus anàlegs, amb l'avantatge que no presenten toxicitat per contacte.[17] A Espanya l'administració d'aciclovir està coberta per la Seguretat Social, però altres opcions terapèutiques com el valaciclovir no. Als Estats Units es prefereix la trifluridina,[18] que s'aplica fins a nou vegades al dia (però als últims anys s'ha vist que causa toxicitat a la superfície ocular, per la qual cosa s'està limitant el seu ús). Amb aquest tractament es solen resoldre el 99% dels casos en 2 setmanes. A Espanya també es pot utilitzar el gel de ganciclovir al 0.15%.
- Trifluorotimidina col·liri a l'1%, cada 2 hores, màxim 9 vegades al dia.
- Raspat, desbridament, de les dendrites (és més eficaç si va associat a tractament antivíric).
- Tractament antivíric oral (ex: aciclovir de 200 - 400 mg cinc cops al dia durant 5 - 10 dies, famciclovir o valaciclovir) indicat en la majoria dels pacients immunodeprimits, infants i casos amb afectació intensa de la superfície ocular. Representa una alternativa eficaç al tractament tòpic pels casos en que aquest és mal tolerat o resulta ineficaç.
- Els corticoides estan contraindicats.[16]

Els tractament tòpics es recomana fer-los durant almenys 7 dies i després reduir la dosi progressivament, els sistèmics durant 2-3 setmanes.
El tractament més eficaç dels fins ara publicats associa un antivíric a dosis habituals a l'interferó a 30 x 106 UI/ml 2 vegades al dia en col·liri, aconseguint rebaixar el temps de curació a 4 dies.
Entre els diferents antivírics l'eficàcia és gairebé equivalent, la diferència es troba amb l'associació a raspat de les dendrites i, sobretot, a l'ús d'Interferó.
Com a tractament coadjuvant s'utilitza la cicloplegia i un antibiòtic tòpic profilàctic que respecti la reparació de la còrnia en cas d'existir una úlcera corneal gran.
La curació sol donar-se en forma d'illots en una o màxim dues setmanes, tot i que poden quedar lleugeres lesions subepitelials denominades fantasma que desapareixen a poc a poc. Si les lesions triguen més de dues setmanes en remetre haurem de sospitar resistències farmacològiques, sobreinfeccions o quadres que simulen les lesions de l'herpes com l'acantamoeba o els fongs.

### Queratitis tròfica metaherpètica
- Llàgrimes artificials sense conservants o sèrum autòleg.[19]
- Lent de contacte terapèutica associada a llàgrimes artificials i protecció antibiòtica, o oclusió estricta. Si existeix poca reacció estromal immune subjacent podem associar sèrum autòleg o ajudar-nos dels efectes de la membrana amniòtica per tal de millorar la curació de l'epiteli corneal.
- Esteroides tòpics (la potència dependrà segons la inflamació estromal subjacent). Habitualment amb medroxiprogesterona (presenta certa acció anticol·lagenolítica) 2 gotes 3 o 4 vegades al dia en n'hi hauria d'haver prou, sinó es podrien requerir fàrmacs més potents com fluorometolona,[20] rimexolona[21] o dexametasona. En aquest cas el tractament coadjuvant també consisteix en cicloplegia. Però a més es pot donar cobertura antivírica (normalment aciclovir tòpic) si la dosi d'esteroides és alta. A part, és important lluitar contra l'acció de les col·lagenases corneals: Acetilcisteïna en col·liri, tetraciclines sistèmiques, vitamina C, etc. Altres tècniques, com l'ús d'adhesius sintètics, cirurgia palpebral (tarsorràfies), ptosi induïda per toxina botulínica, penjalls conjuntivals o cirurgia corneal, només s'utilitzen si la lesió ha aprofundit en excés en l'estroma corneal.

### Queratitis estromal
- Corticoides. S'utilitzen sempre que no siguin casos lleus o en que no s'afecti l'eix visual, ja que en aquesta situació només utilitzarem lubrificació per protegir la superfície de la còrnia. Té molta importància reservar aquest tractament per casos seleccionats, ja que a partir de llavors el pacient els requerirà sempre per resoldre quadres clínics immunes. Les dosis han de ser prou altes com per controlar precoçment i en totalitat la inflamació però en compte, ja que si existeix ulceració epitelial el seu ús pot afavorir la lisi estromal. En principi s'utilitza prednisolona acetat o dexametasona cada 2-4 hores. Les dosis s'han de disminuir de forma progressiva (tècnica de disminució del 50%).
- Si se sospita l'acció lítica del virus en queratitis necrotitzants amb malaltia epitelial activa s'hauria d'utilitzar aciclovir en pomada associat a aciclovir sistèmic o no (pomada 5 vegades al dia i sistèmic 400 mg 5 vegades al dia) durant 10 setmanes.

El tractament coadjuvant consisteix en cicloplegia, antivírics i antibiòtics de cobertura si la dosi de corticoides ho requereix o hi ha sobreinfecció bacteriana. A més, podria ser necessari lubrificar les superfícies i controlar la PIO. En alguna ocasió s'ha de recórrer a mesures físiques o quirúrgiques: penjalls conjuntivals i, en especial, queratoplàsties en calent quan no es poden solucionar els quadres de reblaniment estromal important o amb risc de perforació cornial ja instaurada.
Alguns autors han publicat bons resultats amb l'ús de ciclosporina A per substituir o complementar l'ús de corticoesteroides en queratitis estromals de base immunològica. També s'ha utilitzat bevacizumab o la fotocoagulació del vas principal per revertir les neovascularitzacions cornials en casos aïllats. Experimentalment, la 6-tioguanina (un fàrmac antineoplàstic anàleg de la guanina pertanyent a la família de les tiopurines) inhibeix la infecció pel VHS-1 en aquesta malaltia ocular.
Les vacunes contra la queratitis estromal estan encara en investigació, centrant-se sobretot en la glicoproteïna D del virus. Tot i això, el principal problema a resoldre rau en la possible exacerbació de la malaltia estromal degut a la mateixa vacuna.

### Queratitis disciforme/endotelitis
- Corticoides si es extensa i afecta l'eix visual o bé si s'han utilitzat amb anterioritat. S'acostuma a optar pels de potència mitja-alta: fluotometolona, rimexolona, dexametasona i prednisona. Si s'utilitzen a dosis altes cal protegir de les recurrències amb Aciclovir tòpic a dosi de 2 aplicacions al dia, la meitat de col·liri antiviral que de corticoides o Aciclovir i els seus anàlegs per via sistèmica.
- En les formes lineals s'haurà d'associar aciclovir sistèmic i monitoratge de la pressió intraocular, ja que pot coexistir inflamació trabecular amb el consegüent augment de la PIO.

El tractament coadjuvant consisteix en cicloplegia.
Paral·lelament, podria ser útil l'administració de ciclosporina tòpica al 0,05%; sobre tot en presència d'úlceres epitelials o facilitar la reducció de corticoides tòpics si puja la PIO.
Recentment s'han obtingut resultats favorables en l'ús de tècniques de diatèrmia, amb agulla i làser, per al tractament de la neovascularització corneal establerta i millorar l'agudesa visual.

## Profilaxis
L'aciclovir oral diari a llarg termini redueix la freqüència de recurrència de queratitis epitelial i estromal al voltant del 50% dels caos i sol ser ben tolerat. S'ha de considerar la profilaxis en pacients amb recurrències debilitants freqüents, especialment si són bilaterals. Sol preferir-se la profilaxi oral a l'administració tòpica de llarga durada, ja que aquesta última pot causar problemes de toxicitat epitelial tal com visió borrosa, molèsties persistents, al·lèrgia i/o estenosi dels punts lacrimals. La dosis diària estàndard que es faria servir seria aciclovir de 400mg 2 cops al dia, tot i que en els casos que sigui necessari es pot intentar posar una dosis major; donat que s'excreta pels ronyons, però, els tractaments perllongats requeriran de control periòdic de la funció renal. Les alternatives que tindríem seria el valaciclovir oral de 500 mg un cop al dia. S'ha de tenir present que l'efecte profilàctic redueix o desapareix amb la suspensió del fàrmac.

## Complicacions
Les principals complicacions són les queratitis microbianes, per sobreinfecció secundària; la cataracta i/o glaucoma, a conseqüència de l'estat inflamatori propi de la queropatia herpètica o de l'ús crònic de corticoesteroides; i l'atròfia de l'iris, secundària a les queratouveïtis herpètiques.